# 王俸 (弘治庚戌進士)
王俸（1459年—？），字應爵，直隸蘇州府吳縣人，民籍，明朝政治人物。

## 生平
弘治二年（1489年）己酉科應天府鄉試第五十名舉人。弘治三年（1490年）中式庚戌科會試第一百九名，三甲第八十三名進士。四年任吉水县知县，改上高县，十一年十二月选授廣東道監察御史，丁憂歸，服闋，十五年十月復除江西道，正德初以服闋违限落职，正德六年（1511年）三月復浙江道御史，七年巡按湖广，升知府，九年正月考察去職。

## 家族
曾祖王德成；祖父王廷吉；父王叔紀，母顧氏。具庆下。兄鵬、鶴。